# Hawker Siddeley
Hawker Siddeley – brytyjski koncern lotniczy powstały w 1935 roku, jeden z największych brytyjskich producentów samolotów. W jego skład wchodziły wytwórnie Hawker, Gloster, Avro i Armstrong Whitworth (od 1960 roku także de Havilland i Blackburn), które zachowywały duży stopień odrębności. W 1963 roku działalność koncernu poddano reorganizacji, w wyniku której wszystkie te marki zlikwidowano na rzecz wspólnej – Hawker Siddeley. W 1977 roku koncern został włączony w skład British Aerospace.

## Historia

### Początki

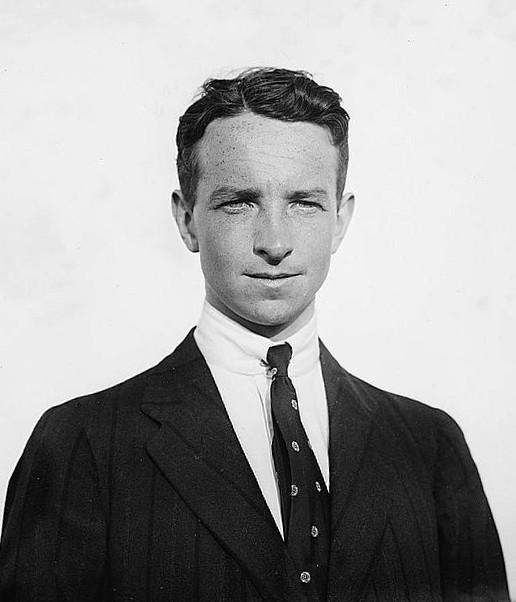
Thomas Sopwith, prezes koncernu Hawker Siddeley, od 1936 do emerytury

Spółka Hawker Siddeley powstała w 1935 roku w wyniku połączenia przedsiębiorstw Hawker Aircraft (będącego również właścicielem wytwórni Gloster Aircraft Company) oraz Armstrong Siddeley (należały do niego wytwórnie Armstrong Whitworth oraz Avro). Pomimo konsolidacji w ramach koncernu Hawker Siddeley, wytwórnie te pozostały w dużym stopniu wzajemnie niezależne.

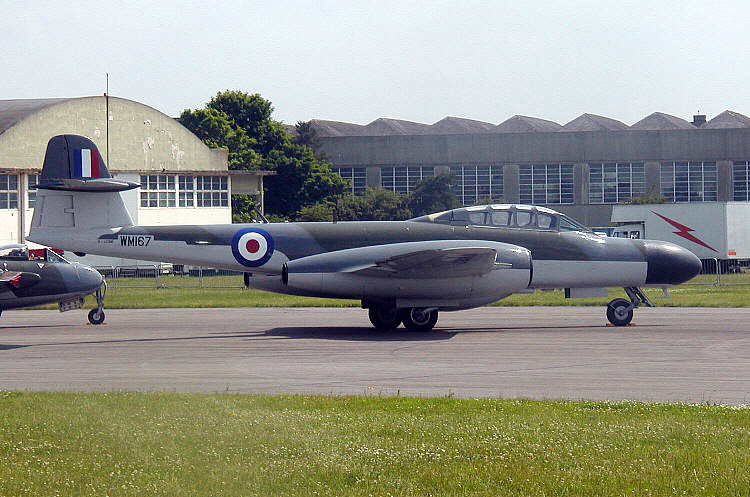
Gloster Meteor

W tej postaci firma działała podczas II wojny światowej produkując wiele znakomitych typów samolotów, włącznie ze słynnym myśliwcem Hawker Hurricane, który wraz z Spitfire odegrał główną rolę w zwycięstwie w bitwie o Wielką Brytanię (Hurricane′y przewyższyły wszystkie pozostałe myśliwce brytyjskie, osiągając 55 procent wszystkich zestrzelonych samolotów wroga).
Prawie każda konstrukcja Hawkera z czasów II wojny światowej odniosła sukces (nawet jeśli początkowo się na to nie zanosiło). Wszystko to było zasługą utalentowanego konstruktora Sydneya Camma. Do jego ważniejszych konstrukcji należały: Hawker Typhoon, Hawker Tempest, Hawker Sea Fury.
Konstrukcją, której autorem nie był Camm związany z firmą Hawker Siddeley, był Gloster Meteor, pierwszy aliancki myśliwiec o napędzie odrzutowym.
Po wojnie Hawker Siddeley produkował jeden ze znakomitych powojennych samolotów odrzutowych Hawker Hunter, który w 1953 roku ustanowił światowy rekord prędkości 1160 km/h.

### Hawker Siddeley Group
W późnych latach 50. rząd brytyjski zdecydował, że w związku ze zmniejszeniem kontraktów na dostawę samolotów będzie lepiej skonsolidować istniejące firmy. Z piętnastu firm, które przetrwały na rynku miało powstać kilka większych. Poza tą decyzją wydano „rozkaz”, aby wszystkie przyszłe kontrakty były zawierane z tymi połączonymi firmami.

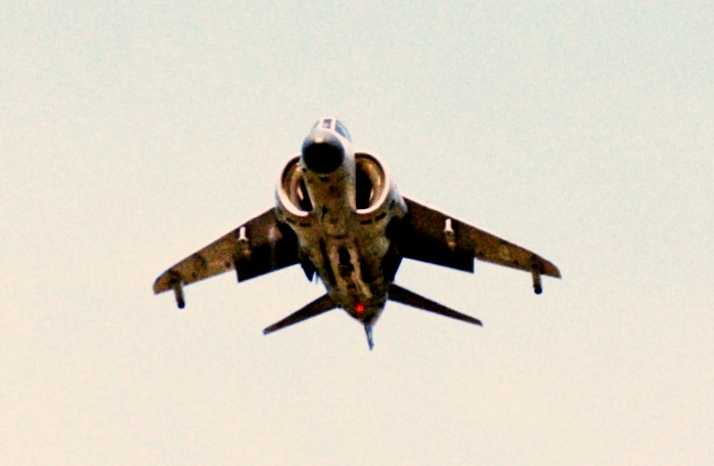
Sea Harrier FA.2

Hawker i de Havilland połączyły się w 1959, ich śladem poszły Blackburn Aircraft, Avro (wraz z Avro Canada) i Armstrong Whitworth (które już była częścią Hawker), Folland Aircraft i Gloster, które w następnym roku utworzyły Hawker Siddeley Group. Tymczasem utworzyła się podobna grupa British Aircraft Corporation (BAC), Westland Helicopters i Rolls-Royce jako producenta silników.
W tym czasie firma Hawker opracowała najbardziej udany odrzutowy samolot pionowego startu i lądowania Hawker Siddeley Harrier. Samolot ten był produkowany do lat dziewięćdziesiątych, a w służbie pozostaje do dziś.
Wśród innych samolotów produkowanych przez Hawker Siddeley były:
- Hawker Siddeley Trident
- Hawker Siddeley HS125
- Hawker Siddeley HS748

### Koniec
W 1977 Hawker Siddeley Group decyzją parlamentu została połączona z BAC i na bazie tych firm utworzono British Aerospace (BAe). Części firm, które nie były brytyjskie lub nie powiązane z lotnictwem zostały odłączone i utworzono z nich odrębne przedsiębiorstwa:
W 1980 roku utworzono Hawker Pacific Aerospace.
W 1992 Hawker Siddeley Group Public Limited Company została przejęta przez BTR Aerospace Group.